# Спадкове право
Спадкове право — підгалузь цивільного права, що регулює відносини, які виникають у ході переходу прав та обов'язків (спадщини) від фізичної особи, яка померла, до інших осіб (спадкоємців).

## Київська Русь
У Київській Русі за «Руською Правдою» спадкування було тісно пов'язане з родиною; спадкоємцями могли бути тільки її члени. Спадкодавець міг дещо впливати на розподіл спадщини, але не міг призначити її стороннім особам. Якщо він не мав дітей, майно ставало виморочним і переходило у власність князя. Форма заповіту (див. Духівниця) була звично усна в присутності членів родини. Досить докладні правила спадкового права «Руської Правди» відрізняли спадкування смердів від боярського; регулювали права вдови, відмовляли у спадкуванні незаконним дітям (від рабині). Спадкування батьків по дітях не допускалося.

## Велике Князівство Литовське
За Литовським Статутом спадкування ґрунтувалося, як і давніше, на родинних підставах. Спадкодавець міг записати рухоме, а також нерухоме (ним набуте) майно стороннім особам. Деякі категорії людей не мали права складати заповіти. Лише правоздатні особи могли діставати спадщину за заповітом. Існували обмеження заповітних прав жінок, слуг і деяких селян.
Незначними були зміни спадкового права в Гетьманщині; його дечим доповнював і модифікував кодекс 1734 (докладніше про історію українського спадкового права дивіться в Енциклопедія Українознавства, т. 1, стор. 655, 659).

## Російська імперія
По скасуванні гетьманату російська влада ввела в Україні російське спадкове право зі збереженням деяких засад давнішого цивільного права в Чернігівській і Полтавській губерніях. 1835 року впроваджено в усій підросійській Україні спадкове право «Свода законов Российской Империи». Воно було побудоване на основі черговості спадкування, при чому діти, дружина, батьки були спадкоємцями першої, а за їх відсутності — брати й сестри спадкоємцями другої черги. У Галичині й на Буковині за австрійської і пізніше за польської влади був чинний австрійський цивільний кодекс 1811, за яким, спадкодавець міг призначити одного або більше правоздатних спадкоємців, які входили в цілість його прав (засада універсальності), при збереженні прав родини; визначені законом члени родини мусіли одержати певну частину спадщини, незалежно від волі спадкоємця.

## СРСР
У роки державності України діяло попереднє (російське й австрійське) законодавство про спадкове право. Зате з встановленням радянської влади скасовано російське спадкове право (в УРСР декретом Раднаркому 11.3.1919). Однак спадщина вартістю до 10 000 карб., що складалася з селянського двору, хатнього устаткування і предметів споживання, не переходила у власність держави, а залишалася власністю близької родини. За НЕП повернено у 1922 попереднє спадкове право в обмеженому вигляді.
Цивільний кодекс УРСР від 16.12.1922 допускав спадкування за законом і заповітом. Коло осіб, що допускалося до спадкування, обмежувалося прямими нащадками (дітьми, внуками та правнуками), дружиною померлого, а також непрацездатними і бідними особами, що перебували на утриманні померлого не менше року до його смерті. При спадкоємстві спадщина ділилася на рівні частини поміж усіма названими особами. Спадкодавець мав право розподілити інакше майно заповітом або позбавити права спадщини законних спадкоємців, але не призначати майно незаконним спадкоємцям.
1926 року скасовано межу 10 000 карб. і впроваджено прогресивний спадковий податок; 1928 року введено обов'язкову частину для дітей спадкодавця до 18 років (3/4 законної частини). Спадкодавець мав право заповідати майно — також на користь держави, партії та громадських (але не церковних) організацій. Конституція 1936 зробила спадкове право конституційним правом громадян. 1945 року поширено коло законних спадкоємців на братів і сестер спадкодавця. Законних спадкоємців поділено на З групи, при чому до спадкування допускалися чергові особи ближчої групи. Змінено принцип рівного поділу; внуки померлого спадкоємця ділилися тільки частиною, належною їхньому батькові або матері. За відсутністю законних спадкоємців спадкодавець мав право вільно диспонувати майном.
У ділянці спадкового права обов'язкові основи цивільного законодавства СРСР і союзних республік та Цивільний кодекс УРСР від 18.7.1963 (Розділ VII, статті 524 — 564). Законними спадкоємцями першої черги є (в рівних частках) діти, дружина і батьки померлого. Внуки і правнуки можуть бути спадкоємцями, якщо на час поділу спадщини не живуть їхні батьки. У випадку відсутності спадкоємців першої черги ними стають у рівних частинах брати і сестри померлого, а також дід і баба. Кожний громадянин може залишити заповітом (у нотаріяльній формі) своє майно або його частину одній чи кільком особам. Обов'язкова частка спадщини становить нині 2/3; вона належить неповнолітнім або непрацездатним дітям, а також непрацездатним дружині, батькам і утриманцям. За відсутности спадкоємців майно переходить у власність держави. Спадкоємець, який прийняв спадщину, відповідає за борги спадкодавця. У випадку смерти членів колгоспного двору спадкоємство в майні двору переходить до спадкоємців на загальних підставах. Окремі правила регулюють порядок розподілу вкладів у державних ощадних касах. Спадкові оплати в УРСР становили до 10% вартості спадщини.
Якщо спадкодавець і спадкоємці перебувають у різних країнах, то спадкове право визначається за законами країни місця перебування спадкоємця. Спадкове майно поза СРСР передавалося без перешкод спадкоємцям, що проживали в СРСР, і навпаки.

## Спадкове право України
Предметом спадкового права України є питання: спадкове правонаступництво, поняття та види спадкування; спадщина, здійснення права на спадкування, поняття заповіту, його ознаки, зміст та форма; заповіт з умовою; заповіт подружжя, виконання заповіту; спадкування за законом; особливості правового статусу внуків спадкодавця; здійснення права на спадкування; відкриття спадщини; спадкова трансмісія; вирішення судами спадкових спорів.